# Nicolas Vatimbella
Pour les articles homonymes, voir Alexandre Vatimbella.
Nicolas Vatimbella est un écrivain français né le 16 novembre 1956. 
À son sujet, Jean Ristat a écrit : « Nicolas Vatimbella est un maître en l’art de la fabulation ».

## Fictions
disaient les 2 fils, POL (1992)
Squash, POL (1995)
En vain l’azur,  avec dessins de Sabine Monirys, Seuil (2001)
Amoroso, Léo Scheer (2005)
Agnès, La Barque (2018)

## Théâtre
Rosebran, La Revue Littéraire n°31 (2007)

## Poésie
Six chansons pour les 20 ans de W., La Revue Littéraire n°13 (2005)
Après Cavafis (3 poèmes grecs), Lampe-Tempête n°4 (2007)
Effeauillage, créé dans le cadre d'une performance effectuée avec le plasticien Michel Vogel et le musicien improvisateur Pascal Battus à l'occasion du festival ça vaut jamais le réel organisé par le collectif In-Ouïr aux Instants Chavirés, Montreuil (2008)
Élégies d'Euraupe, Lampe-Tempête n°7 (2010)
Hymen est abondance, créé au théâtre de l'Atalante à Paris dans le cadre d'une performance en collaboration avec l'artiste sonore Thierry Madiot (2011)
Je te salue, Loligo (2013)
Exploration Cladonia de Sofi Hémon, avec Sofi Hémon, Erika Zingano, Patrick Chouissa, Loligo (2015)
Noli me tangere, pour accompagner 3 films d'André Avril et Emmanuelle Bouyer (2015)
Scott, créé dans le cadre d'une performance avec les plasticiens Sofi Hémon et Inna Maaimura et le poète Patrick Chouissa, Anis Gras, Arcueil (2017)
Nouvelle vie, pour accompagner l'exposition d'André Avril à Morangis (2020)
Ceci est ma voix, Lampe-Tempête n°11 (2020)
Ghost's poems (en Anglais), pour accompagner l'enregistrement Ghosts du musicien et compositeur Seijiro Murayama (2021)
Journal de retraite (extraits), La barque dans l'arbre n° 6 (2022)

## Traductions
Wallace Stevens - Soixante-dix ans plus tard - 25 poèmes (1950–1955), Lampe-tempête n°7 (2010)
Charles Reznikoff - Kaddish, La barque dans l'arbre n°1 (2017)
Wallace Stevens - Les Aurores en automne, La barque dans l'arbre n°4/5 (2020)
Marianne Moore - Trois poèmes, Lampe-Tempête n°11 (2020)
Walt Whitman - Trois poèmes, La barque dans l'arbre n°6 (2022)

## Pour enfants
Fables goulues avec des dessins de David Carpentier, Milan (1994)

## Revues
Collaboration aux revues : La Revue littéraire, Lampe-tempête, La barque dans l'arbre.